# Poppon (graf Bergu)
Poppon (XI wiek) – hrabia Bergu.
Jego żona miała na imię Zofia (zm. 26 czerwca nieznanego roku). Pojawiły się teorie, jakoby była córką króla Węgier Salomona; uchodzą one za niemożliwe do utrzymania ze względów chronologicznych.
Znana jest data dzienna zgonu Poppona – 11 lipca. Nie jest znane miejsce jego pierwotnego pochowania. Na polecenie jego syna, Henryka, hrabiego Bergu, zwłoki Poppona, jego żony i ich syna Dypolda zostały złożone w Zwiefalten.
Z małżeństwa Zofii i Poppona pochodzili:
- Henryk (zm. 24 września przed 1116), hrabia Bergu
- Salomea
- Dypold